# 15368 Katsuji
15368 Katsuji (tên chỉ định: 1996 JZ) là một tiểu hành tinh vành đai chính. Nó được phát hiện bởi Robert H. McNaught và Yasukazu Ikari ở Moriyama, Shiga Prefecture, Nhật Bản, ngày 14 tháng 5 năm 1996. Nó được đặt theo tên Katsuji Koyama, nhà thiên văn học Nhật Bản,vậy lý, và giáo sư danh dự thuộc Kyoto University.